# Anastassia Potàpova
Anastassia Potàpova (rus: Анастасия Сергеевна Потапова)  (Saràtov, 30 de març de 2001) és una jugadora de tennis russa. Va ser número 1 del món júnior després de guanyar el Torneig de Wimbledon júnior 2016, derrotant Dayana Iastremska a la final.
En el seu palmarès consten dos títols individuals i tres en dobles femenins del circuit professional WTA. Ha format part de l'equip rus de la Billie Jean King Cup.

## Biografia
Va començar una relació amb el també tennista rus Alexander Shevchenko a finals de 2022, i l'1 de desembre de 2023 es van casar, ambdós amb 22 anys.

## Carrera esportiva
Va debutar als Tornejos WTA Premier a Miami de 2017 guanyant a Maria Sakkari. El primer Grand Slam que va jugar va ser al torneig de Wimbledon contra Elizaveta Kulitxkova, tot i que al segon partit es va haver de retirar després d'una caiguda contra Tatjana Maria.
El 2018, Potàpova va debutar a la Billie Jean King Cup amb l'equip rus, però va perdre davant l'eslovaca Viktória Kužmová. En arribar a la seva primera final professional de terra batuda al Torneo Internazionale Femminile Antico Tiro a Volo de Roma, va perdre contra Daiana Iastremska. Més endavant va jugar a Moscou, on va guanyar el seu primer títol WTA Tour en dobles amb Vera Zvonariova. La seva temporada va acabar amb una derrota contra Anett Kontaveit a la ronda inicial de Moscou novament. No obstant això, va acabar l'any entre les 100 primeres jugadores per primera vegada a la seva carrera amb un rècord dominant de victòries i derrotes de 6–2 contra les 100 millors.
El 2019, Potàpova va jugar el seu primer partit guanyant a Pauline Parmentier a l'Open d'Austràlia. Aquesta va ser la primera victòria de Potàpova en el quadre principal d'un torneig de Grand Slam. A la segona ronda va ser derrotada per Madison Keys. Va aconseguir la seva primera victòria entre les 20 primeres davant Anastasija Sevastova a Praga i va sorprendre a la número 5 del món, Angelique Kerber, a la primera ronda del Torneig de Roland Garros.
Potàpova va guanyar el seu segon títol de dobles de la WTA Tour al Lausana amb Yana Sizikova i va arribar a les semifinals de l'Open del Bàltic on va perdre contra Anastasija Sevastova. Més endavant va perdre a la primera ronda de l'Open dels Estats Units davant Coco Gauff en tres sets, abans de caure a la segona ronda a Seül on es va lesionar el turmell contra Magda Linette.
A l'Open d'Austràlia 2020 va ser derrotada a la primera ronda per la vuitena cap de sèrie i set vegades campiona, Serena Williams. A Sant Petersburg, Potàpova va arribar als quarts de final on va perdre davant la segona cap de sèrie i vigent campiona Kiki Bertens. A Acapulco va ser derrotada als quarts de final per Leylah Fernandez. Després de jugar a Monterrey, Potàpova no va jugar cap més partit durant la resta de l'any a causa d'una operació al turmell per la lesió que va patir a Seül l'any anterior i va acabar la temporada en el lloc 100.
A l'Open d'Austràlia 2021 va vèncer a la 24a cap de sèrie Alison Riske a la primera ronda però va perdre ronda següent davant la desena cap de sèrie Serena Williams. A Dubai va vèncer l'onzena cap de sèrie Madison Keys i la sisena cap de sèrie i campiona del 2019, Belinda Bencic, per arribar als quarts de final d'un torneig WTA 1000 per primera vegada a la seva carrera. Va acabar perdent davant la finalista Barbora Krejčíková. A Miami va ser derrotada a la primera ronda per Ajla Tomljanović.
Potàpova va ser derrotada a la primera ronda de Wimbledon per Donna Vekić. La seva temporada va acabar amb derrotes a la primera ronda a Moscou contra Simona Halep i a Cluj-Napoca contra Ajla Tomljanović una vegada més.
Potàpova va començar la temporada 2022 de manera brillant a Melbourne, on va arribar als quarts de final però va perdre davant la seva compatriota Veronika Kudermétova en tres sets. També va ser derrotada a la primera ronda de l'Open d'Austràlia per la 30a cap de sèrie Camila Giorgi.
Classificada número 122 per a Istanbul, va guanyar el seu primer títol WTA derrotant a la tercera cap de sèrie i número 29 del món, Veronika Kudermétova. Com a resultat, va tornar al top 80 del rànquing, al número 78 del món, el 25 d'abril de 2022. Al juny, se li va impedir participar al Torneig de Wimbledon a causa de la prohibició de jugadors russos com a conseqüència de la invasió russa d'Ucraïna.
Al juliol, Potàpova va arribar a les semifinals de Lausana on va perdre davant Olga Danilović. També va arribar a les semifinals d'Hamburg, perdent davant la número 2 del món, Anett Kontaveit. Després de perdre a la final de Praga contra Marie Bouzková, va arribar al número 48 del món, l'1 d'agost de 2022. En el mateix torneig, va guanyar el seu tercer títol de dobles amb Iana Sízikova derrotant a les compatriotes Angelina Gabueva i Anastasia Zakharova.
El març de 2023, l'Associació de tennis femení va reprendre a Potàpova per portar una samarreta de l'FK Spartak Moscou abans d'un partit a Indian Wells, fet que va interpretar-se com una mostra pública de suport al seu país durant la invasió d'Ucraïna. Potàpova va declarar que havia donat suport a l'Spartak des dels 13 anys i no va veure cap provocació en portar la samarreta.

## Palmarès

### Individual: 6 (3−3)
| 2009 − 2020             | Després de 2021 |
| ----------------------- | --------------- |
| Grand Slam (0−0)        |                 |
| WTA Finals (0−0)        |                 |
| Premier Mandatory (0−0) | WTA 1000 (0−0)  |
| Premier 5 (0−0)         | WTA 1000 (0−0)  |
| Premier (0−0)           | WTA 500 (0−0)   |
| International (0−2)     | WTA 250 (3−1)   |

| Títols per superfície |
| --------------------- |
| Dura (2−2)            |
| Gespa (0−0)           |
| Terra batuda (1−1)    |

| Resultat   | Núm. | Data                   | Torneig              | Superfície   | Oponent              | Marcador         |
| ---------- | ---- | ---------------------- | -------------------- | ------------ | -------------------- | ---------------- |
| Finalista  | 1.   | 29 de juliol de 2018   | Moscou, Rússia       | Terra batuda | Olga Danilović       | 5−7, 7−6(1), 4−6 |
| Finalista  | 2.   | 29 de setembre de 2019 | Taixkent, Uzbekistan | Dura         | Margarita Gasparyan  | 2−6, 1−6         |
| Guanyadora | 1.   | 24 d'abril de 2022     | Istanbul, Turquia    | Terra batuda | Veronika Kudermétova | 6−3, 6−1         |
| Finalista  | 3.   | 31 de juliol de 2022   | Praga, Txèquia       | Dura         | Marie Bouzková       | 0−6, 3−6         |
| Guanyadora | 2.   | 12 de febrer de 2023   | Linz, Àustria        | Dura (i)     | Petra Martić         | 6−3, 6−1         |
| Guanyadora | 3.   | 9 de febrer de 2025    | Cluj-Napoca, Romania | Dura (i)     | Lucia Bronzetti      | 4−6, 6−1, 6−2    |

### Dobles femenins: 4 (3−1)
| 2009 − 2020             | Després de 2021 |
| ----------------------- | --------------- |
| Grand Slam (0−0)        |                 |
| WTA Finals (0−0)        |                 |
| Premier Mandatory (0−0) | WTA 1000 (0−0)  |
| Premier 5 (0−0)         | WTA 1000 (0−0)  |
| Premier (0−0)           | WTA 500 (0−0)   |
| International (2−0)     | WTA 250 (1−1)   |

| Títols per superfície |
| --------------------- |
| Dura (1−1)            |
| Gespa (0−0)           |
| Terra batuda (2−0)    |

| Resultat   | Núm. | Data                 | Torneig              | Superfície   | Parella         | Oponents                             | Marcador         |
| ---------- | ---- | -------------------- | -------------------- | ------------ | --------------- | ------------------------------------ | ---------------- |
| Guanyadora | 1.   | 29 de juliol de 2018 | Moscou, Rússia       | Terra batuda | Vera Zvonariova | Alexandra Panova Galina Voskobóieva  | 6−0, 6−3         |
| Guanyadora | 2.   | 21 de juliol de 2019 | Lausana, Suïssa      | Terra batuda | Yana Sizikova   | Monique Adamczak Han Xinyun          | 6−2, 6−4         |
| Finalista  | 1.   | 19 de febrer de 2021 | Melbourne, Austràlia | Dura         | Anna Blinkova   | Ankita Raina Kamilla Rakhimova       | 6−2, 4−6, [7−10] |
| Guanyadora | 3.   | 31 de juliol de 2022 | Praga, Txèquia       | Dura         | Yana Sizikova   | Angelina Gabueva Anastasia Zakharova | 6−3, 6−4         |

## Trajectòria

### Individual
| Open d'Austràlia | A   | A   | 2R    | 1R  | 3R    | 1R    | 2R    | 1R | 0 / 6   | 4 – 6   |
| Roland Garros | A   | A   | 2R    | A   | 1R    | Q2    | 3R    | 4R | 0 / 4   | 6 – 4   |
| Wimbledon | 1R  | A   | 2R    | NC  | 1R    | A     | 3R    |    | 0 / 4   | 3 – 4   |
| US Open | A   | Q3  | 1R    | A   | 1R    | 2R    | 1R    |    | 0 / 4   | 1 – 4   |
| Total Victòries−Derrotes | 0−1 | 9−5 | 14−16 | 6−4 | 13−18 | 24−18 | 28−19 |    | 94 – 81 | 94 – 81 |
| Rànquing a final d'any | 237 | 94  | 93    | 100 | 69    | 43    |       |    |         |         |
| Llegenda: G: Guanyadora; F: Finalista; SF: Semifinalista; QF: Quarts de final; Q: Qualificació; A: Absent; RR: Round Robin; |     |     |       |     |       |       |       |    |         |         |

### Dobles femenins
| Open d'Austràlia | A   | A    | A   | A     | QF    | 2R | 1R | 0 / 3   | 4 – 3   |
| Roland Garros | A   | A    | A   | 2R    | 2R    | 1R |    | 0 / 3   | 2 – 3   |
| Wimbledon | A   | 1R   | NC  | 1R    | A     | A  |    | 0 / 2   | 0 – 2   |
| US Open | A   | 1R   | A   | A     | 2R    | 2R |    | 0 / 3   | 2 – 3   |
| Total Victòries−Derrotes | 7−3 | 12−8 | 2−3 | 12−12 | 17−11 |    |    | 52 – 40 | 52 – 40 |
| Rànquing a final d'any | 120 | 107  | 131 | 86    | 41    |    |    |         |         |
| Llegenda: G: Guanyadora; F: Finalista; SF: Semifinalista; QF: Quarts de final; Q: Qualificació; A: Absent; RR: Round Robin; |     |      |     |       |       |    |    |         |         |